# Arteria cerebri anterior
De arteriae cerebri anteriores (ACA) zijn slagaders van de grote hersenen die zuurstofrijk bloed aanvoeren. Van de grotehersenhelft verzorgen zij de mediale en dorsale zijden van de frontale en pariëtale kwab van bloed.
Deze slagaders maken deel uit van de cirkel van Willis en komen voort uit de arteriae carotis interna.